# 아카샤
아카샤(산스크리트어: आकाश ākāśa) 또는 허공(虛空)은 고대 인도 철학과 불교의 사상이다.

## 인도 철학에서의 개념
타트바의 5가지 요소 중 허공의 요소이며 종종 에테르와 동일시된다.

## 불교에서의 개념
설일체유부의 5위 75법의 법체계에서 무위법(無爲法) 위(位)에 속한 3무위(三無爲) 중의 하나이며, 유식유가행파와 법상종의 5위 100법의 법체계에서 무위법(無爲法) 위(位) 속한 6무위(六無爲) 중의 하나이다. 아가사(阿迦舍)라 음역하며, 허공무위(虛空無爲, 산스크리트어: ākāśāsaṃskrta)라고도 한다. 공간적 점유성이나 장애성을 지니지 않는 것, 즉 무애(無礙)를 본질로 하는 공간 즉 절대공간을 말한다. 어떠한 것도 장애하지 않기 때문에 색(色: 물질)이 그 가운데서 작용할 수 있다. 말하자면, 일체의 물질적 변화를 제거할 때 남는 법(존재) 또는 공간이다. 이 절대공간은 인연의 화합에 의해 생긴 것이 아니라 그 자체 불생불멸이기 때문에 무위(無爲)라고 한다.

## 같이 보기
- 방(方)
- 에테르

## 참고 문헌
- 운허.  동국역경원 편집, 편집. 《불교 사전》. |title=에 외부 링크가 있음 (도움말)
- 세친 지음, 현장 한역, 권오민 번역. 《아비달마구사론》. 한글대장경 검색시스템 - 전자불전연구소 / 동국역경원. |title=에 외부 링크가 있음 (도움말)
- (중국어) 星雲. 《佛光大辭典(불광대사전)》 3판. |title=에 외부 링크가 있음 (도움말)